# Transgression (Geologie)

Schematische Darstellung der Verschiebung der Faziesgürtel während einer Transgression (oben) und während einer Regression (unten).

Eine Transgression (von lateinisch transgredior ‚überschreiten, übertreten, übersteigen, überfluten‘; fast ausnahmslos die Kurzform für marine Transgression) bezeichnet das landwärtige Vorrücken einer Küstenlinie (vgl. Retrogradation) sowie die dadurch ausgelösten Veränderungen in der Sedimentationsdynamik des davon betroffenen Sedimentbeckens. Dies kann Folge der tektonischen Absenkung einer Landmasse oder eines Anstieges des globalen (eustatischen) Meeresspiegels, z. B. durch die klimatisch bedingte Freisetzung von Wasser aus kontinentalen Eismassen, sein.
Im Gegensatz dazu steht die Regression, bei der die Küstenlinie seewärts wandert.

## Begriffsgeschichte
Das zugehörige deutsche Verb heißt transgredieren und das Adjektiv transgressiv. Der Begriff kommt schon bei Eduard Suess 1875 vor, sein Ursprung ist aber deutlich älter. So sprach Abraham Gottlob Werner um 1800 von übergreifender Lagerung bei diskordantem Aufliegen söhliger Schichten auf mehreren Formationen des Grundgebirges zugleich, was er korrekt als jüngere „nasse Bildungen“ auf vormals trocken liegendem Land interpretierte (wenngleich vorwiegend bezüglich seines neptunistischen Irrtums, dass Basalt ein marines Sedimentgestein sei). Das übergreifend wurde später zu transgressiv latinisiert und von einigen Autoren auch für nicht-marine Ablagerungen benutzt, sodass Suess 1888 zwischen limnischer und mariner Transgression unterschied. Hans Stille sprach 1924 beim nicht-marinen Fall von Extension.

## Merkmale
Eine Transgression äußert sich in der Sedimentabfolge durch einen Umschwung der Sedimentation von z. B. einem eher terrestrischen Ablagerungsmilieu zu einem eher marinen Ablagerungsmilieu. Insofern der geflutete Bereich vormals von Erosion geprägt war, bilden die transgressiven Ablagerungen mit den Gesteinen unterhalb der Erosionsfläche eine sogenannte Diskordanz. Durch die erosive Wirkung der Meeresbrandung ist an der Basis einer transgressiven Abfolge häufig ein sogenanntes Transgressions-Konglomerat ausgebildet.

## Beispiele

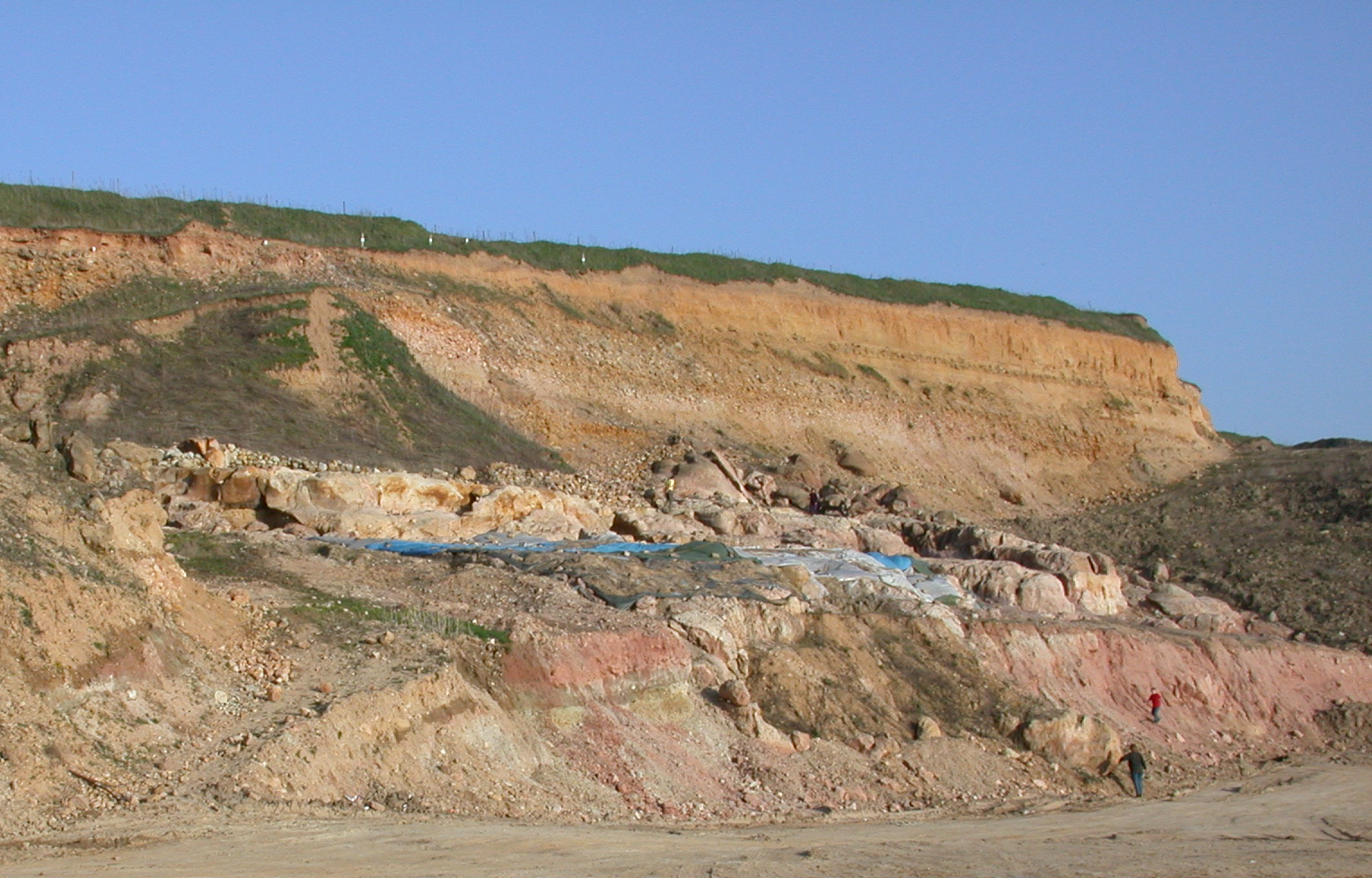
Aufschluss der Rupel-Transgression (Oligozän) im Mainzer Becken: Permische Rhyolithe diskordant überlagert von marinen Sanden des unteren Oligozäns (Rupelium), für Näheres siehe Brandungskliff am Steigerberg

Die Entstehung der heutigen Nordsee und damit die jüngsten Sedimente des Nordseebeckens gehen auf die Flandrische Transgression nach endgültigem Abschmelzen der Inlandeismassen auf der Nordhalbkugel vor etwa 10.000 Jahren zurück. In enger Beziehung mit diesen Vorgängen steht die Littorina-Transgression vor etwa 8500 Jahren im Ostseeraum.
Ein weiteres Beispiel für eine geologisch sehr junge marine Transgression ist die Flutung des Schwarzmeerbeckens vor etwa 9000 Jahren durch den Zustrom von Salzwasser aus dem Mittelmeer über die Meerenge des Bosporus. Spekulation bleibt bislang, ob dieser Einbruch katastrophal stattfand und ob er Vorlage für die biblische Sintflut-Legende war.
Beispiele für etwas ältere marine Transgressionen in Mitteleuropa sind der Einbruch des Muschelkalkmeeres vor rund 240 Millionen Jahren und der Einbruch des Zechsteinmeeres vor rund 255 Millionen Jahren.
Eine der bedeutendsten global nachweisbaren Transgressionen der jüngeren Erdgeschichte ist die sogenannte Oberkreide- oder Cenoman-Transgression vor etwa 90 Millionen Jahren. In ihrer Folge bildeten sich weltweit mächtige Kalksteinablagerungen („Kreide“) auf den überfluteten Kontinenten.